# Cidlina (Fluss)
Die Cidlina (deutsch Zidlina) ist einer der großen Flüsse im Okres Jičín (Královéhradecký kraj, Tschechien).  
Der Fluss entspringt mit mehreren Quellflüssen an den westlichen Hängen des Bergs Tábor. Der längste Quellfluss entspringt auf den Feldern von Košov in einer Meereshöhe von 550 m ü. M. Bekannter ist jedoch der Zufluss, der direkt am Berg Tábor quellt (535 m ü. M.) und den kleinen See unterhalb des Berges mit Wasser speist. 
Am Anfang fließt das Wasser durch hügelige Landschaften des Riesengebirges, umgeben von Wäldern. Der erste Ort, durch den Cidlina fließt, ist Pekloves. Es folgen noch einige Dörfer, bevor das Gewässer die Berge verlässt und durch Jičín seinen Weg fortsetzt, bevor es die Ebene von Kolín erreicht. Auf seinem relativ langen Weg speist der Fluss einige Teiche und künstliche Wasserauffangbecken, wie zum Beispiel den 1492 durch Štěpán Netolický angelegten, 300 Hektar großen Žehuňský rybník. Bei Libněves zweigt der Sánský kanál ab, der heute in die Mrlina mündet und zur Speisung des Fischteiches Bláto im 15. Jahrhundert angelegt worden ist.
Die Gesamtlänge des Flusses beträgt 89,7 Kilometer. Unweit der Gemeinde Libice nad Cidlinou mündet er auf einer Höhe von 187 m ü. M. in die Elbe.

## Zuflüsse
- Bystřice (Cidlina)